# Laize-Clinchamps
Laize-Clinchamps é uma comuna francesa na região administrativa da Normandia, no departamento de Calvados. Estende-se por uma área de 8,13 km². Em 2010 a comuna tinha 2 103 habitantes (densidade: 258,7 hab./km²).
A municipalidade foi estabelecida em 1 de janeiro de 2017 e consiste na fusão das antigas comunas de Laize-la-Ville e Clinchamps-sur-Orne. A comuna tem sua prefeitura em Laize-la-Ville.